# Periphyllus obscurus
Periphyllus obscurus är en insektsart. Periphyllus obscurus ingår i släktet Periphyllus och familjen långrörsbladlöss. Inga underarter finns listade i Catalogue of Life.